# Francisco Pesqueira
Francisco Pesqueira (Córdoba, Argentina, 17 de octubre de 1969) es un actor y cantante argentino, que también se ha desarrollado como director, autor, escritor y poeta. En la presentación de su obra "Dame la Mano", se muestra como actor, director, cantante y poeta, ya que, en conjunto con importantes personalidades de la actuación y la música argentinas, dirige, actúa, canta y se recitan sus poemas.

## Biografía
Su vocación por el teatro nació a edad temprana, estimulada por su familia, amantes del teatro y el cine. A los 18 años lo llamaron de la comunidad hispana de la ciudad de Córdoba, de donde es oriundo, a cargo de Josefina Ramón Casas para participar en diversos actuaciones teatrales cortas. De esa etapa fue la participación en el elenco de "Angelina o el Honor de un Brigadier"de Enrique Jardiel Poncela, "Cosas de Papá"de Alfonso Paso, "El Tartufo"de Moliere, "El Caballero de las Espuelas de Oro" de Alejandro Casona, "Nunca es Tarde" de José López Rubio, entre otras. Esto lo llevó a ser dirigido por Eduardo Rudy y Ernesto Larrese, con Verónica Mazzini en coreografía. Se trasladó a Buenos Aires a los 21 años buscando al maestro Carlos Gandolfo, con quien empezó en 1992 por cuatro años. También estudió alternativamente con otros maestros. Simultáneamente trabajaba en cortos de teatro. El hecho de que sus padres fueran españoles lo acercó a poetas de la península ibérica tales como Federico García Lorca, Miguel Hernández, Antonio Machado, Juan Ramón Jiménez, Rosalía de Castro, Rafael Alberti, Antonio Gala y Marcos Ana, cantando sus poemas y editándolos en CD. Sus principales álbumes se encuentran disponibles por streaming en Spotify y otras plataformas de música. En Buenos Aires ha desarrollado la mayor parte de su carrera artística. Su libro de poemas Dame la Mano es un  reflejo de su personalidad. Ha dado funciones gratuitas de sus espectáculos en escuelas, cárceles y poblaciones empobrecidas con fines benéficos, actos de Abuelas de Plaza de Mayo y recibió el Premio Especial de Fundación Huésped por su aporte artístico y humanitario en la lucha contra el sida. También fue galardonado como embajador de la Paz en el Congreso de la Nación Argentina, en 2015.
En 2018 se constituye la Compañía Argentina de Teatro Clásico, bajo la Dirección de Santiago Doria, la cual Francisco Pesqueira integra junto a Ana Yovino, Mónica D'Agostino, Gastón Ares, Irene Almus, Pablo Di Felice, Gabriel Virtuoso y Andrés D'Adamo. Este elenco participa en numerosas representaciones en el Centro Cultural de la Cooperación, Buenos Aires. También es invitado al Corral de Almagro en 2018. En 2019 participa en los festivales de Almagro y Avilés con las obras la Discreta Enamorada de Lope de Vega y El Lindo Don Diego de Agustín Moreto. Se confirma la participación en los próximos años en los mismos festivales.
Durante 2020 participó en la edición colectiva de "Corazón Libre" de Rafael Amor, junto a más de 30 grandes figuras de la música argentina, entre ellas Pablo Parsi, Lorena Astudillo, Miriam Martino, Francisco Pesqueira, cada uno desde su casa. Esta producción fue emitida por televisión y radio, como contribución y aliento de los artistas al público, que sólo podía escucharlos desde sus hogares por la cuarentena obligatoria.
En 2021 estrena "Amado Pedro" junto a la guitarrista Mirta Álvarez. Dirección Emiliano Samar. El guion es del propio Francisco Pesqueira. Se presentó en el Teatro Payró, ciudad de Buenos Aires. También participó de las celebraciones en homenaje al centenario del Teatro Nacional Cervantes, como integrante de la Compañía Argentina de Teatro Clásico, representando un fragmento de "La Dama Boba" de Lope de Vega.
En 2022 lanza su segundo libro de poemas: "Vestido de Mujer, Palabras para Ellas", presentado en Pista Urbana, Ciudad de Buenso Aires,y en la 46 Feria Del Libro.

## Carrera Artística

### Participación como Director, Protagonista, Guionista, Autor
| Año            | Obra                                                 | Notas | ref                        |  |
|                |                                                      | |                            |  |
| 2024           | "Canción de Cine Argentino"                          | Autor y Guionista: Francisco Pesqueira. Dirección: Carlo Argento y Emiliano Samar. Piano: Ramiro Pettina. Nominado Premios Hugo y ACE. Declarado de interés cultural por el Gobierno de la Ciudad de Buenos Aires. Presentación en el Teatro UCES y El Plata de Mataderos. Gira por el interior del país |                            |  |
| 2024           | "Vestido de Mujer"                                   | Autor y guionista Francisco Pesqueira. Dirección Emiliano Samar. Ganador Premios ACE. Nominado Premios Hugo |                            |  |
| 2022           | "Manos Verdes"                                       | Autor y Guionista: Francisco Pesqueira. Dirección: Natacha Córdoba. Protagonistas: Maru Cesanelli, Emiliano Samar y Mariano Frumento. Auditorio Ana Frank. Ciudad de Buenso Aires |                            |  |
| 2021-2022      | "Carne de Crítica 20 años"                           | Protagonistas: Francisco Pesqueira y Claudio Pazos. Dirección: Carlo Argento. Teatro Apolo. Ciudad de Buenso Aires | [ 3 ]                      |  |

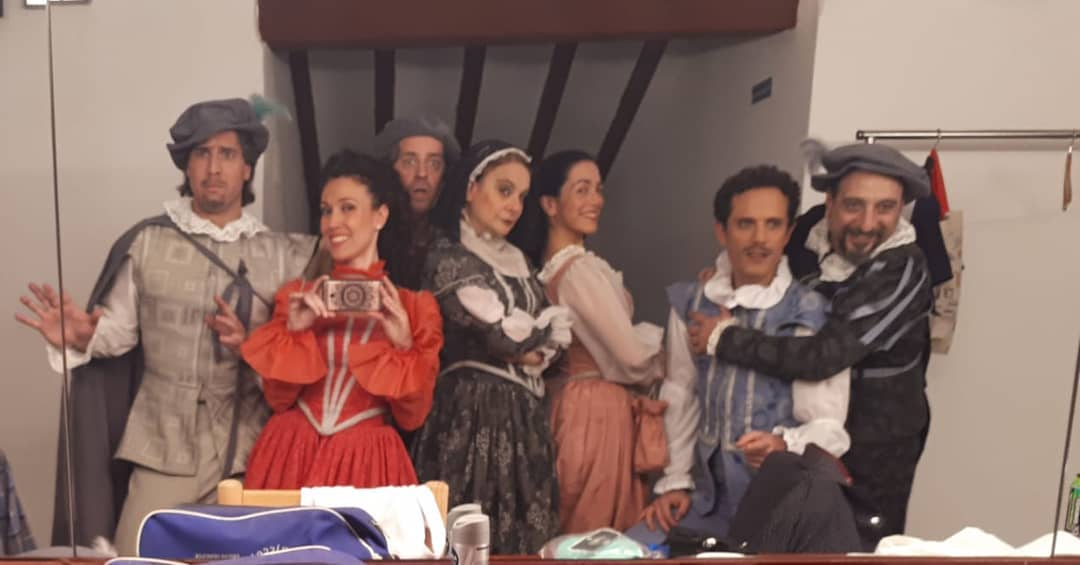
Francisco Pesqueira y elenco de la Discreta Enamorada después de su Presentación en el Festival Internacional de Almagro

| 2021           | "La Dama Boba" de Lope de Vega                       | Compañía Argentina de Teatro Clásico bajo la Dirección de Santiago Doria. Teatro Nacional Cervantes en su centenario | [ 4 ]                      |  |
| 2021           | Amado Pedro                                          | Protagonistas: Francisco Pesqueira y Mirta Alvárez. Dirección Emiliano Samar.Guion: Francisco Pesqueira. Teatro Payró, Ciudad de Buenos Aires | [ 5 ]                      |  |
| 2020- 2021     | Canción de Cine II, Tema de Terapia                  | Protagonistas: Francisco Pesqueira y Ramiro Pettina. Dirección: Emiliano Samar. "Teatro La Mueca" . 2021 Centro Cultural 25 de Mayo | [ 6 ]                      |  |
| 2019-2020      | Los Hombres que no Fui                               | . Protagonista y Director: Franciso Pesqueira. Con Matías Montero, Sergio Mayorano. Teatros La Comedia y Pista Urbana, Buenos Aires |                            |  |
| 2019-2020      | Airefuego                                            | . Protagonistas: Thelma Biral, Francisco Pesqueira, Leonardo Lapouble. Director: Emiliano Samar. Teatro Maipo, Buenos Aires, Teatro Solís, Montevideo | .                          |  |
| 2017-2018-2019 | Labios Negros                                        | . Protagonistas Francisco Pesqueira Claudia Pisanu, Claudio Pazos. Director: Carlo Argento. Cinco Nominaciones a los premios Hugo 2018. Nominado Premios Ace como mejor Music Hall 2018, Teatro la Comedia                                                                                               | [ 9 ] [ 10 ] [ 11 ] [ 12 ] |  |
| 2017-18        | Bájame la Lámpara, Concierto de Palabras             | Autor Francisco Pesqueira, Teatro IFT | [ 13 ]                     |  |
| 2017           | "Te doy una canción, made in Argentina"              | Actor y cantante: Francisco Pesqueira, Teatro de la Luna, Washington D. C., USA | [ 14 ]                     |  |
| 2017           | "Viajando con los Poetas" espectáculo infantil"      | Unipersonal Actor y cantante: Francisco Pesqueira (gira por escuelas) Washington D. C., USA |                            |  |
| 2016-2018-2019 | "Simple. Las canciones que negué amar"               | Unipersonal. Autor. intèrprete y director general: Francisco Pesqueira. Teatro La Comedia | ;                          |  |
| 2015           | "OYE, Los Poetas... Mi Voz"                          | Director general, intérprete, actor, autor: Francisco Pesqueira. la Botica del Ángel. | .                          |  |
| 2012-2013-2014 | "Nada te Turbe... Homenaje a los Poetas"             | Autor, director e intérprete: Francisco Pesqueira- Con Maru Cesanelli, en el teatro El Búho. | ;                          |  |
| 2013-2014      | "Que el sol de la escena queme tu pálido rostro".    | Homenaje a Federico García Lorca. Con Francisco Pesqueira y Carlo Argento. Teatro Sha | [ 22 ]                     |  |
| 2013-2014-2015 | "Canción de Cine"                                    | De Francisco Pesqueira- Ramiro Pettina- Carlo Argento. Teatros: El Búho, La Comedia, Tabaris | ,*                         |  |
| 2012           | "Mamarracho, 10 años de carne de Crítica"            | Autor: Francisco Pesqueira.Con Carlo Argento y Claudio Pazos | [ 25 ]                     |  |
| 2011-2012      | "Te doy una Canción"                                 | de Francisco Pesqueira y Ramiro Pettina. Teatro El Búho |                            |  |
| 2010           | "Carne sola o Doña Rosita, el soltero"               | Autores: Carlo Argento, Claudio Pazos, Francisco Pesqueira. | .                          |  |
| 2008-2010      | "Subió la carne" .                                   | De Claudio Pazos, Francisco Pesqueira y Carlo Argento. Teatro La Comedia |                            |  |
| 2007           | "Lo frío y lo caliente"                              | de Pacho O’Donnell. Con Francisco Pesqueira y Claudio Pazos |                            |  |
| 2005           | "Sobre el agua están las palabras"                   | Sobre textos y conferencias de Federico García Lorca. Con Francisco Pesqueira y Claudio Pazos | .                          |  |
| 2004-2006      | "Dignos de Lástima"                                  | De Carlo Argento, con Francisco Pesqueira y Claudio Pazos. Teatro La Comedia | .                          |  |
| 2002-2005      | "Carne de Crítica. Un espectáculo de Humor… Crítico" | De Francisco Pesqueira y Claudio Pazos. | .                          |  |
| 2003-2005      | "Boca que vuela"                                     | Sobre textos de Federico García Lorca, Rafael Alberti, Miguel Hernández y Valle-Inclán.Dirección: Mario Camarano. Teatro Colón, Museo Larreta, Universidad de Belgrano, etc. Con Francisco Pesqueira |                            |  |
| 2005           | "Correte que Chorrea"                                | De Carlo Argento, con Francisco Pesqueira y Claudio Pazos | [ 29 ]                     |  |

### Participación en elencos Teatrales y Musicales
| Año       | Obra | Notas | ref                  |
| --------- | --- | --- | -------------------- |
| 2024      | "Rey Lear" Adaptación Luis Longhi. Dirección Luis Longhi. Elenco: Gaby Almiron, Sofía González Gil, Maia Francia, Agustina Dangelo, Francisco Pesqueira, Emilio Rupérez, Marcelo Bucossi, Nacho Pérez Cortés, francisco González Gil | Teatro La Comedia, La Plata |                      |
| 2023      | "Los Empeños de una Casa" de Sor Juana Inés de la Cruz | Como integrante de la Compañía de Teatro Clásico, Bajo la Dirección de Santiago Doria-Francisco Pesqueira Nominado como mejor actor de reparto                                | [ 30 ]               |
| 2022      | "Carne de Crítica, 20 Años es Mucho" Dirección Carlo Argento, Actores: Francisco Pesqueira y Claudio Pazos | Teatro Apolo, Calle Corrientes, CABA. Espectáculo ganador Premios ACE, Mejor espectáculo de Humor                                                                             | [ 3 ]                |
| 2020      | "La celosa de sí Misma" de Tirso de Molina", "Tu Cuna fue un Conventillo" de Alberto Vaccarezza como homenaje al cumplirse cien años de su estreno.                                                                                  | La Compañía de Teatro Clásico, bajo la dirección de Santiago Doria, agrega este año dos obras que, dada la situación de pandemia, serán estrenadas vía streaming, en Teatrix. | [ 31 ]               |
| 2019      | "La discreta Enamorada" y "El Lindo Don Diego", como integrante de La Compañía Argentina de Teatro Clásica. | Bajo la Dirección de Santiago Doria, en el Festival de Almagro, en Olmedo y en Avilés, España                                                                                 | [ 32 ]               |
| 2018      | El Lindo Don Diego | De Agustín Moreto. Dirección Santiago Doria. Centro Cultural de La Cooperación                                                                                                |                      |
| 2017-18   | La Discreta Enamorada | De Lope de Vega. Dirección Santiago Doria. Centro Cultural de la Cooperación                                                                                                  | [ 33 ] [ 34 ] [ 35 ] |
| 2017      | Postales de España | Dirección Jorge Mazzini. Sala Teatro Argentores |                      |
| 2017      | Lujos que nos damos | Francisco Pesqueira, Bibi Albert. Teatro Regio, Ciudad Autónoma de Buenos Aires                                                                                               | [ 36 ]               |
| 2017      | Yo no soy la Malquerida | Museo Larreta. | [ 37 ]               |
| 2014      | Apología | Dirección Jorge Azurmendi.Ciclo Nuestro Teatro. Teatro Picadero |                      |
| 2014      | Camaranadas | Dirección Andrea Juliá. Homenaje a Mario Camarano. Teatro Maipo |                      |
| 2013      | Madre Coraje | Dirección Marcelo Moncarz, Teatro Regina. De Bertolt Brecht | [ 38 ]               |
| 2013      | Clamor de Ángeles | Con Francisco Pesqueira, Manuel Callau y Sergio Surraco.Dirección Jorge Azurmendi, Ciclo Teatrísimo, Teatro Regina                                                            |                      |
| 2012      | Macbeth | Dirección: Javier Daulte. De William Shakespeare, Teatro General San Martín                                                                                                   | [ 25 ]               |
| 2011      | Homenaje a Nené Cascallar | Dirección Stella Matute. Con Hugo Midón, González Pulido y Fabián Bielinsky Sala Argentores                                                                                   | [ 25 ]               |
| 2011      | El patio de la morocha | de Cátulo Castillo y Aníbal Troilo | [ 39 ]               |
| 2011      | Cita a Ciegas | Autora: Marta Bertoldi. Dirección: Sergio Vainman. Sala Argentores |                      |
| 2010      | El Dibuk | Autor: Shlomoh An-Ski Director:Jacobo Kaufmann. En la Sala Casacuberta del Teatro San Martín.                                                                                 | [ 40 ]               |
| 2010      | Llagas | Dirección: Sergio Vainman. Capítulo semimontado de “Situación Límite” Argentores                                                                                              |                      |
| 2010      | Mayo | de Alberto Wainer. Teatro Nacional Cervantes | [ 41 ]               |
| 2010      | Socorro, me caso | presentada de 2010 a 2011 | [ 42 ]               |
| 2009      | Así es la vida! | obra de las Llanderas y Malfatti |                      |
| 2009      | Evocando a Victoria Ocampo | obra de Laura Ferrari. Teatro Roma | [ 43 ] [ 44 ]        |
| 2008      | Saverio el Cruel | obra de Roberto Arlt |                      |
| 2008      | Patriotas | obra de Manuel González Gil y Marise Monteiro. | [ 45 ]               |
| 2008      | Pepino el 88 | obra de Daniel Suárez Marzal |                      |
| 2008      | Entredientes | obra de María Rosa Pfeiffer. |                      |
| 2007      | A las Palabras | Sobre textos de Alfonsina Storni, José Pedroni,Alejandra Pizarnik, Antonio Machado, Rosalía de CastroMiguel Hernández, Rafael Alberti, Antonio Gala y María Elena Walsh       | [ 46 ]               |
| 2006      | Rey Lear | obra de William Shakespeare. Teatro San Martín | [ 47 ]               |
| 2003-2005 | Jesús de Nazareth, la pasión | De Carlos Abregú |                      |
| 2002-2005 | El Romance del Romeo y la Julieta | De Julio Tahier | [ 48 ]               |
| 2005      | Eufrasia. El Amor Que Cruzó El Océano | Libro: Carlos Abregú / Música Angel Mahler. Dirección Carlos Abregú. |                      |
| 2005      | Los indios estaban cabreros | Autor: Agustín Cuzzani | [ 49 ]               |
| 2004      | Zorba El Griego | Comedia Musical | [ 50 ]               |
| 2004      | Patillas y Miriñaques | de Alicia Muñoz | [ 25 ]               |
| 2004      | Kolbe | de Carlos Abregú | [ 50 ]               |
| 2003-2004 | El Burgués Gentilhombre | de Moliere - Baptiste Lully. Dirección: Mario Camarano.Dirección Musical de Marcelo Birman. Teatro Argentino de La Plata. Teatro Maipo                                        |                      |
| 2002-2003 | Soñé que soñaba | Textos y música de Luis E. Aute, Joan M. Serrat y Alberto Cortez |                      |
| 2001-2002 | Lucía La Maga | de Marise Monteiro, con Valeria Lynch, Alicia Zanca, Francisco Pesqueira, Carlo Argento,                                                                                      |                      |
| 2001-2002 | Vuelve Lucía La Maga | Dirección: Gipsy Bonafina. Teatro de la Comedia. Giras por el interior del País.                                                                                              |                      |
| 2001      | Madre Esperanza | obra de Mario Cura. Dirección: Eugenia Levin.Teatro por la Identidad. Centro Cultural Gral. San Martín, Complejo La Plaza .                                                   |                      |
| 2000      | Los Miserables | de Víctor Hugo Teatro Opera | [ 25 ]               |
| 1999.2000 | "Los Indios estaban cabreros" | De Agustín Cuzzani |                      |
| 1999      | La Ópera de los Dos Centavos | de Bertolt Brecht Dirección: Daniel Suárez Marzal. El Taller ] |                      |
| 1997      | Bienvenida a casa | de Neil Simon |                      |
| 1995      | Coro de payasos | Canciones de Hugo Midón |                      |
| 1995      | Colmo de bomberos | de Cacace Nion |                      |
| 1995      | Hidalgos. Los Hidalgos de Verona | de William Shakespeare. |                      |
| 1991      | Lucha de Sexos | de William Shakespeare. |                      |
| 1991      | Angelina | De E. Jardiel Poncela con Francisco Pesqueira |                      |

## Discografía
Ha grabado varios compact discs como: Te doy una canción, Nada te Turbe, Oye, Canción de Cine, Dame la Mano, Simple, entre otros. En 2017 editó el álbum para niños Ser Niño, junto con Javier Soaje.

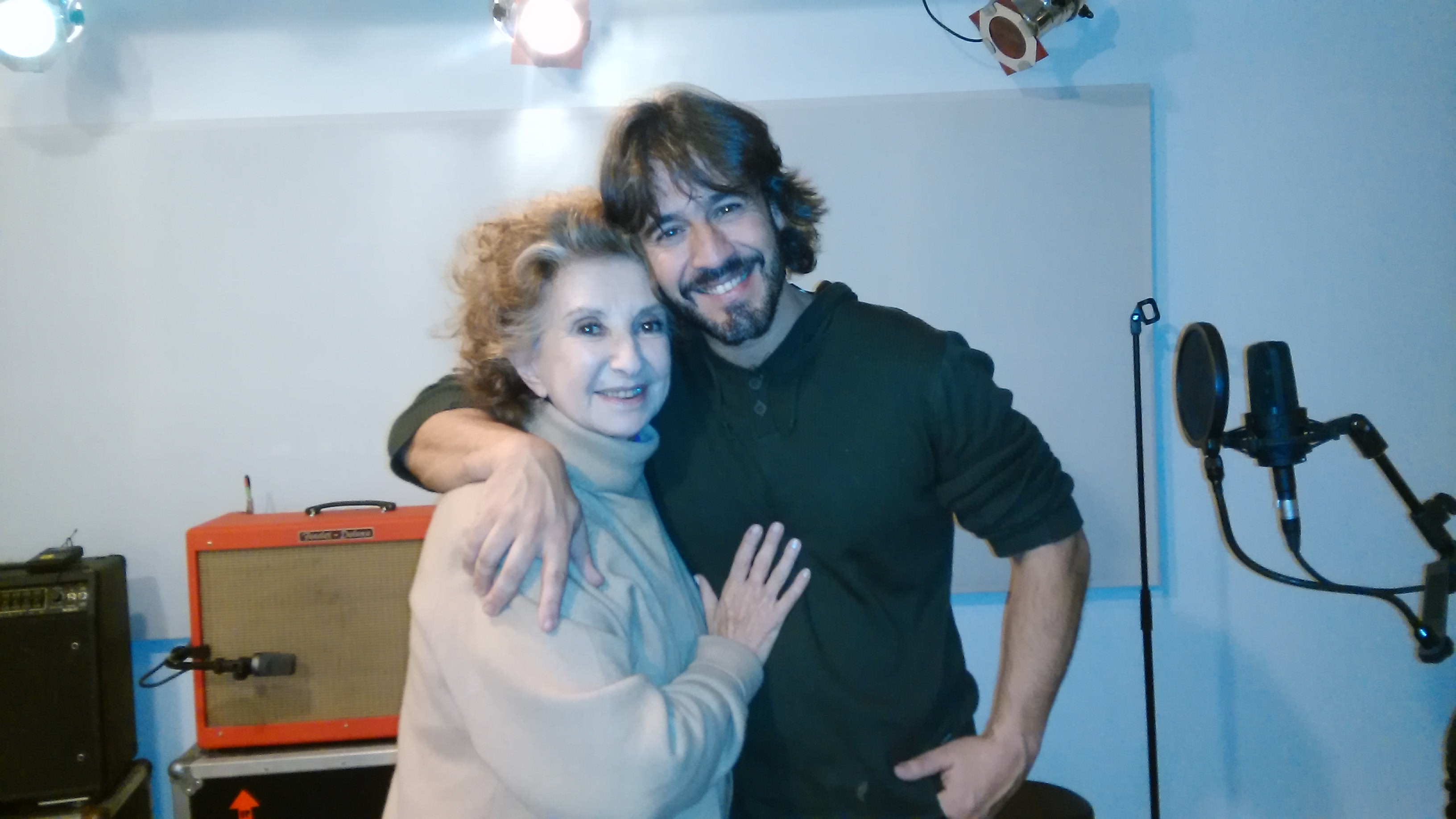
Norma Aleandro participó de la grabación de "Dame la Mano"

En Dame la Mano convocó a grandes figuras del espectáculo argentino. El mismo consiste en un CD doble y un libro de sus poemas, que son en parte recitados previamente a la canción, interpretadas solo por él o con el acompañamiento de otro cantante. Esta obra, pretende darse la mano entre todos y ejemplifica el trabajo en equipo de un conjunto de grandes figuras de la música y la actuación en general. Participan Norma Aleandro, Lidia Catalano, Babú Cerviño, Claudio Da Passano, Alberto Favero, Guillermo Fernández, Malena Figó, Gabriel Goldman, Laura Hatton, Víctor Heredia, Karina K, Rony Keselman, Virginia Lago, Víctor Laplace, Leonardo Lapouble, Julieta Lizzoli, Gustavo López, Pepa Luna, Sandra Luna, Angel Mahler, Laura Manzini, Claudio Martini, Miriam Martino, Lautaro Matute, Stella Matute, Carmen Mesa, Federico Mizrahi, Matías Montero, Cristina Murta, Claudio Pazos, Ramiro Pettina, Susana Rinaldi, Héctor Romero, Lili Rossi, Emiliano Samar, Daniel Seminario, Miguel Ángel Solá, Sergio Vainikoff, Pablo Valle, Julieta Vallina, Alejandro Weber, Analía Yáñez.-
Durante 2020, debido a la pandemia de Covid19, las reuniones multitudinarias no fueron posibles. Los espectáculos en ambientes cerrados sufrieron un duro golpe. Sin embargo florecieron los artistas que se reinventaron e hicieron funciones en Internet en distintas plataformas. Francisco lo hizo con "De Entrecasa", un videoclip disponible en YouTube, con Ramiro Pettina al piano, dirigidos por Emiliano Samar, un homenaje a cantantes y autores argentinos: Eladia Blázquez, Mercedes Sosa, Marilina Ross, María Elena Walsh, Víctor Heredia, entre otros. Esto dio origen al álbum del mismo nombre que, con otros de su autoría, está en Spotify y otras plataformas de música.
En mayo de 2021 tiene lugar el lanzamiento de "Amado Pedro" un álbum producido con la guitarrista Mirta Álvarez, quien musicalizó sus textos, en homenaje al cineasta Pedro Almodovar.

## Poesía
- "Dame la Mano" * 2016
- "Vestido de Mujer" * 2021
- "Vestido de Mujer 2, Otras palabras" * 2022
- "Vestido de mujer 3, Todas Ellas en mí", *2023
- "Vestido de Mujer 4, Entre Retratos y Mariposas",*2024
- "Vestido de Mujer, (Todas y algunas más)", 2024. Presentado en "La Botica del Angel", Dirección Emiliano Samar, Piano Pepo Lapouble

## Televisión
- Maru a la tarde con Maru Botana Telefe (Cantante)

- El Palacio de la Risa  (Integrante del elenco estable) Director: Antonio Gasalla – Canal 13

- Zíngara Director: Nicolás del Boca – Telefe

- 300 Quilates Director: Carlos Lozano Dana – Canal 2

- Diosas y Reinas Canal 2

- Vivir después con Carmen Maura – Director: Carlos Galletini

## Radio
- Ciclo Secretos Argentinos en Radio Nacional[52]

- Conduce Senderos de Poesía junto a Alejandro Vaccaro desde 2016. Cada semana invita a personalidades notables. Han pasado por él Julia Zenko,Teresa Parodi, Ligia Piro, Thelma Biral, Lidia Catalano, Víctor Laplace, Stella Matute, María José Demare, Liliana Vitale, Inés Rinaldi, Hugo Asencio, Sergio Surraco, entre tantos más.[53]

## Radioteatro
- (2023-2024) "La noche de los Hipócritas" de Aberto Migré y Víctor Agú. Dirección Víctor Agú. Nora Cárpena, María Rosa Fugazot, Victoria Carreras, Francisco Pesqueira, Gabriel Rovito, Claudia Médic, Luciana Ulrich, Sebastian Pozzi, Belén Giménez. Gira nacional de teatro leído-
- (2020) Grandes Historias del Tango, de Gabriel Virtuoso. Elenco Francisco Pesqueira, Gabriel Virtuoso, Pablo Di Felice, Mónica Spada, Gabriela Villalonga[54]

- (2015) Qué pequeño era tu nombre[55]

- (2015) Casi una Biografía

- (2013) Rosa entre Rocas

- (2013) Peste Feria del Libro, Del "Autor al Lector".

- (2013) Homenaje a Niní Marshall Textos radiofónicos.

## Filmografía
| Obra                | Director        |
| ------------------- | --------------- |
| Apasionados         | Juan José Jusid |
| La rosa azul        | Oskar Aizpeolea |
| Causa y efecto      | Hernán Filding  |
| Cenizas del paraíso | Marcelo Piñeyro |
| La nube             | Pino Solanas    |

## Premios y nominaciones

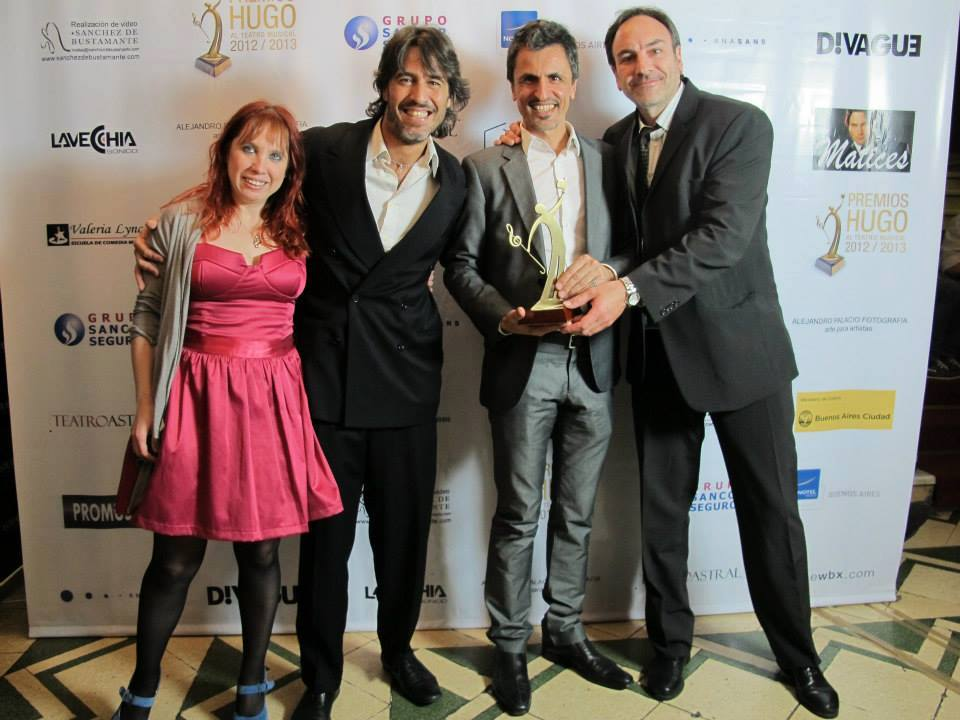
Fotografía tomada en el momento de recibir el premio Hugo

| Año  | Premios                               | Categoría                                | Obra | Resultado |
| ---- | ------------------------------------- | ---------------------------------------- | --- | --------- |
| 2024 | Premios ACE                           | Mejor Music Hall/Café Concert            | "Vestido de Mujer" de Francisco Pesqueira. Dirección E. Samar                                                  | Ganador   |
| 2024 | Premios ACE                           | Mejor Music Hall/Cafe Concert            | "Canción de Cine Argentino" con Francisco Pesqueira y Ramiro Pettina. Dirección Carlo Argento y Emiliano Samar | Nominado  |
| 2024 | Premios Hugo                          | Mejor Music Hall/Cafe Concert            | "Canción de Cine Argentino" con Francisco Pesqueira y Ramiro Pettina. Dirección Carlo Argento y Emiliano Samar | Nominado  |
| 2024 | Premios Hugo                          | Mejor Music Hall/Cafe Concert            | "Vestido de Mujer" de Francisco Pesqueira. Dirección E. Samar                                                  | Nominado  |
| 2023 | Premios Trinidad Guevara              | Mejor actor                              | El Lindo Don Diego                                                                                             | Nominado  |
| 2023 | Premios ACE                           | Mejor Actor de Comedia                   | Los Empeños de una Casa                                                                                        | Ganador   |
| 2022 | Premios ACE                           | Mejor espectáculo de humor               | Carne de Crítica Veinte Años es Mucho                                                                          | Ganador   |
| 2021 | Premios Hugo                          | Mejor Actor Music Hall                   | Amado Pedro | Ganador   |
| 2019 | Premios Ace                           | Mejor Actor Independiente                | El Lindo Don Diego                                                                                             | Nominado  |
| 2019 | Premios Hugo                          | Mejor Intérprete de Music Hall           | AireFuego | Nominado  |
| 2018 | Premios Hugo                          | Mejor Intérprete Masculino en Music Hall | Labios Negros                                                                                                  | Nominado  |
| 2018 | Premios Ace                           | Mejor Music Hall                         | Labios Negros                                                                                                  | Nominado  |
| 2016 | Premios Hugo                          | Mejor labor Unipersonal                  | Simple | Nominado  |
| 2015 | Premio Rosa de Cristal                |                                          | | Ganador   |
| 2015 | Embajador de la Paz                   |                                          | | Ganador   |
| 2014 | Premio Raíces                         | A la Trayectoria Teatral                 | | Nominado  |
| 2013 | Premios Ace                           | Mejor Actuación en Café Concert          | Te Doy una canción                                                                                             | Nominado  |
| 2013 | Premios Hugo                          | Mejor Unipersonal                        | Canción de Cine                                                                                                | Ganador   |
| 2013 | Premio Luisa Vehil                    | Mejor Actor                              | Canción de Cine                                                                                                | Nominado  |
| 2013 | Premios Hugo                          | Mejor Unipersonal                        | Nada te Turbe                                                                                                  | Nominado  |
| 2013 | Premios ACE                           | Mejor Café Concert                       | Nada te Turbe                                                                                                  | Ganador   |
| 2010 | Premios ACE                           | Mejor espectáculo de Humor               | Carne Sola | Ganador   |
| 2007 | Premio Florencio Sánchez              | Mejor espectáculo de Humor               | Lo Frío y lo Caliente                                                                                          | Nominado  |
| 2007 | Premio Estímulo de la casa del Teatro | Mejor Obra Humorística                   | Lo Frío y lo Caliente                                                                                          | Ganador   |
| 2004 | Premios ACE                           | Mejor Espectáculo de Humor               | Dignos de Lástima                                                                                              | Nominado  |
| 2004 | Premios Trinidad Guevara              | Revelación Masculina                     | Dignos de Lástima                                                                                              | Nominado  |
| 2004 | Premios ACE                           | Mejor espectáculo de Humor               | Correte que chorrea                                                                                            | Nominado  |
| 2002 | Premios ACE                           | Mejor Café Concert                       | Carne de Crítica                                                                                               | Nominado  |
| 2002 | Premios ACE                           | Revelación Masculina                     | Carne de Crítica                                                                                               | Nominado  |